# ズビグニェフ・ジェヴィエツキ
ズビグニェフ・ジェヴィエツキ（ポーランド語: Zbigniew Drzewiecki, 1890年4月8日 ワルシャワ – 1971年4月11日 ワルシャワ）はポーランドの音楽教師。「ショパン弾き」のピアニストとしても知られるが、20世紀の有名なピアニストを数多く育成したピアノ教師としてむしろ名高く、その影響は著しい浸透力を持っていた。

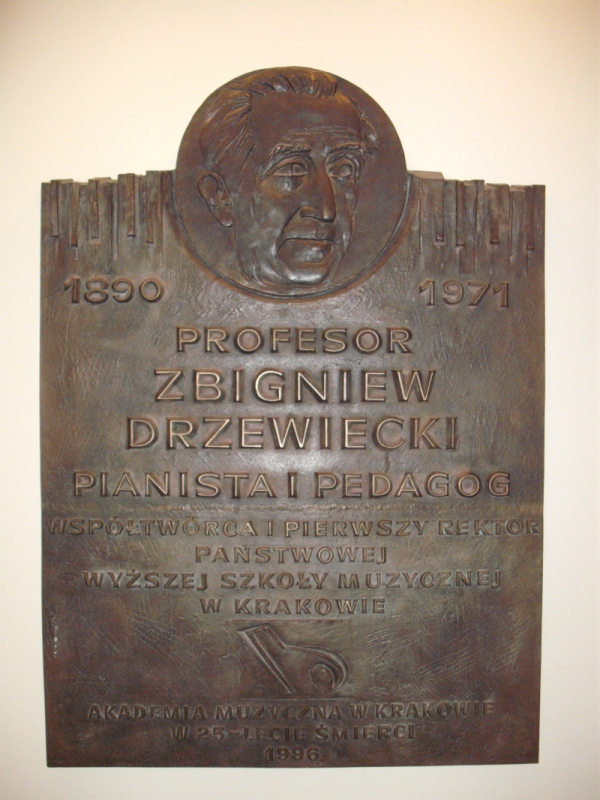
クラクフ音楽アカデミーのズビグニェフ・ジェヴィエツキ記念銘板

父親にピアノの手解きを受けた後、ワルシャワでオベルフェルトやピレツキに入門する。大学進学のため1909年から1914年までウィーンに行き、同地のテオドール・レシェティツキーの教室で、レシェティツキーの助手マリー・プレントナーに師事。ポーランドの都市やウィーンを中心に、プラハやベルリンでもリサイタルを行なった。1915年にワルシャワ音楽院のピアノの上級クラスでの教授に就任し、没年まで指導に携わった。ショパン国際ピアノコンクールの設立を輔佐し、1927年の初回から没年までその審査員を務めた。第二次世界大戦後、とりわけユゼフ・トゥルチンスキの没後は、ポーランドで最高のピアノ教師と看做された。
カロル・シマノフスキから《マズルカ集》作品50の第7曲と第8曲を献呈されている。

## 主要な門人
- ボレスワフ・コン
- ハリナ・チェルニー＝ステファンスカ
- 中村紘子
- アダム・ハラシェヴィチ
- フー・ツォン
- フェリシア・ブルメンタール
- ロジャー・ウッドワード
- リシャルト・バクスト
- レギナ・スメンジャンカ
- リディア・グリフトウヴナ（Lidia Grychtołówna）
- ヴワディスワフ・ケンドラ（Władisław Kędra）
- ローザ・エトキン＝モシュコフスカ（Róża Etkin-Moszkowska）（ルジャ・エトキン）
- エヴァ・オシンスカ（Eva Osińska）（エヴァ・オシィンスカ）

## 参考資料
- A. Eaglefield-Hull, Dictionary of Modern Music and Musicians (Dent, London 1924).
- J. Methuen-Campbell, Chopin Playing from the Composer to the Present Day (Gollancz, London 1981).